# 巴利聖典協會
巴利圣典协会 （英語：Pāli Text Society，简称PTS），直译为“巴利语文献协会”，是一个致力于通过上座部佛教巴利三藏研究并翻译巴利语的文献出版协会，由英国佛教和语言学者托马斯·威廉·里斯·戴维兹（Thomas William Rhys Davids）於1881年成立于伦敦，以“培育和推进巴利圣典研究”为宗旨，对南传上座部佛教巴利三藏在世界，尤其是西方国家的传播和推广有极大的贡献和影响力。

## 组织
托马斯·威廉·里斯·戴维兹（1843—1922）是19世纪被派往斯里兰卡的三位英国公务员之一，其他人是乔治·图诺（1799—1843）和罗伯特·凯撒·奇尔德斯（1838—1876）。此时，斯里兰卡（当时称锡兰）的佛教在英国殖民统治的重压和基督徒的激烈传教活动中挣扎求生。殖民政府的行政要求是所有公务员都应该熟悉他们所在地的语言、文学和文化，所以这三人跟着几位学者僧侣一起学习和了解僧伽罗文化、上座部佛教和巴利语，由此对佛教产生了兴趣。
於1881年，戴维兹等人以初期英语文献协会为原型建立了巴利圣典协会，将巴利三藏翻译为西方语言并进行刊行、推广，此项工作没有索求任何经济回报，而是得到了许多欧洲学者和斯里兰卡学者僧侣的支持和帮助，由他们提供印刷费用。

## 出版物
协会曾将巴利三藏悉数转写为拉丁文字，现是西方学者研究巴利文献和上座部佛教的重要文献资料。
奇尔德斯于1874年出版了第一本《巴利语-英语词典 （页面存档备份，存于）》（Pāli-English Dictionary）。后由戴维兹在40年时间内大量扩充，其去世后由他的学生威廉·斯蒂德（William Stede）完成，於1925年推出第二版。
学会成员玛格丽特·康恩（Margaret Cone）编写了另一本词典《巴利语辞典 （页面存档备份，存于）》（A Dictionary of Pāli），於2001年初版。
至1922年戴维兹去世时，协会已经发行了64本书籍、共94卷、超过26000页，此外还有英国及其他欧洲学者的一系列文章。
协会还有自己的学术期刊《巴利圣典协会期刊》（Journal of the Pali Text Society）。

## 脆弱的贝叶
巴利圣典协会在1994年启动了脆弱贝叶项目旨在对东南亚的佛教贝叶手稿进行编目和保存。在引进印刷机和西方造纸技术之前，东南亚的文稿，包括巴利语经文，都是书写在特别处理过的棕榈树叶子上来保存。然后这些叶子被装订在一起形成一个完整的手稿。
虽然贝叶手稿可能早在公元前五世纪就已经被使用，但是现存的实物只能追溯到十八世纪，其中大部分都是在十九世纪制作的。由于材质本身以及热带的气候，更早的手稿都没有完整的贝叶版本，许多手稿损坏严重。在殖民时代，许多贝叶手稿被拆散和毁坏，其中个别书页被当成装饰品卖给西方收藏家。
所以巴利圣典协会创建了这个项目来收集、编目和保存这些文物，包括将其扫描电子化以便研究人员可以在无创情况下使用贝叶手稿。2001年这个项目在泰国被注册为一个非营利组织—脆弱贝叶基金会。

## 会长
历届会长如下：
- 1881年—1922年: 托马斯·威廉·里斯·戴维兹（Thomas William Rhys Davids，1843—1922，创建者）
- 1922年—1942年: 卡洛琳·奥古斯塔·弗力·里斯·戴维兹（英语：Caroline Rhys Davids）（Caroline Augusta Foley Rhys Davids，1857—1942，托马斯·戴维兹的妻子）
- 1942年—1950年: 威廉·亨利·德纳姆·罗思（William Henry Denham Rouse，1863—1950）
- 1950年—1958年: 威廉·斯蒂德（William Stede，1882—1958，托马斯·戴维兹的学生）
- 1959年—1981年: 伊莎林·布鲁·霍纳 （Isaline Blew Horner，1896—1981，大英帝国勋章官佐勋章获得者）
- 1981年—1994年: 肯尼斯·罗伊·诺曼（英语：K. R. Norman）（Kenneth Roy Norman，1925—，英国科学院院士（英语：Fellow of the British Academy））
- 1994年—2002年: 理查德·弗兰西斯·贡布里奇（英语：Richard Gombrich）（Richard Francis Gombrich，1937—）
- 2002年—2003年: 兰斯·瑟温·卡津斯（英语：L. S. Cousins）（Lance Selwyn Cousins，1942—2015）
- 2003年至今: 鲁伯特·马克·洛弗尔·格辛（英语：Rupert Gethin）（Rupert Mark Lovell Gethin，1957— ）